# Caryospora callicarpa
Caryospora callicarpa är en svampart som först beskrevs av Curr., och fick sitt nu gällande namn av Nitschke ex Fuckel 1866. Caryospora callicarpa ingår i släktet Caryospora och familjen Zopfiaceae.   Inga underarter finns listade i Catalogue of Life.